# Pleurobranchaea

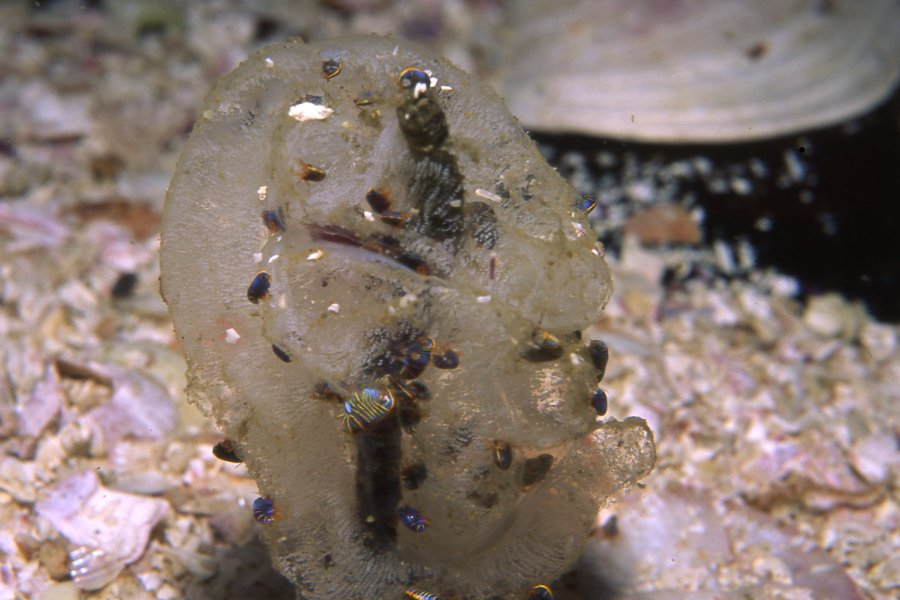
Puesta de huevos de P. bubala

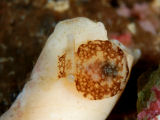
Ejemplar juvenil de P. japonica

Pleurobranchaea es un género de moluscos opistobranquios de la familia Pleurobranchaeidae.

## Morfología
El cuerpo es de forma oblonga-oval, con el notum, junto a la cabeza, más pequeños que el pie. El pie es amplio, grueso y muscular, redondeado y bilabial en el frente. El velo oral es digitado en el frente y expandido en extensiones lateralmente. Carecen de concha. La rádula no tiene dientes raquídeos, los dientes laterales son bicúspides, normalmente con cúspides adicionales. El pene es papilado en ocasiones.
Para investigar el medio utilizan dos tentáculos situados en la cabeza, llamados rinóforos, que les sirven para oler y detectar estímulos químicos, y que en este género están situados en el borde del manto. En la parte lateral derecha del dorso, tienen una branquia bipinnada, unida al cuerpo en su mayor parte, que no es visible normalmente por estar recubierta por el manto. Los ojos, más bien detectores de luz-sombra, se encuentran bajo la piel, bajo los rinóforos, pudiéndose observar a través de la piel translúcida.
Pueden alcanzar los 21 cm de largo.

## Alimentación
Son predadores oportunistas carnívoros, consumiendo diversos invertebrados y peces, alimentándose preferentemente de anémonas marinas, como Actinia tenebrosa, Isactinia olivacea o Anthothoe albocincta. También se reportan episodios de canibalismo en algunos casos, así como la ingesta de otras babosas, como Philine aperta,

## Reproducción
Como todos los opistobránquios son hermafroditas, poseen tanto pene como vagina, que están situados en el lado anterior derecho del cuerpo. Producen tanto huevos como esperma. Las masas de huevos las depositan en cintas con forma de espiral.
Tras la fertilización, los huevos eclosionan larvas planctónicas, que cuentan con una concha para protegerse durante la fase larval, y que, al evolucionar a su forma definitiva la pierden. La larva deambula por la columna de agua hasta que encuentra una fuente de comida, entonces se adhiere y metamorfosea al animal adulto.

## Hábitat y distribución
Se distribuye en aguas templadas y tropicales de los océanos Atlántico, incluido el Mediterráneo, e Indo-Pacífico, desde las costas orientales de África, incluido el mar Rojo, hasta las costas americanas del Pacífico.
Asociados a zonas rocosas y arrecifes de coral, son bénticos. Se localizan desde zonas intermareales hasta los 1920 m de profundidad, siendo considerados especies de aguas profundas. Habitan en un rango de temperatura entre  2.11 y 26.48 °C.

## Especies
El Registro Mundial de Especies Marinas reconoce las siguientes especies en el género Pleurobranchaea:
- Pleurobranchaea agassizii Bergh, 1897
- Pleurobranchaea augusta Ev. Marcus & Gosliner, 1984
- Pleurobranchaea britannica Turani, Carmona, Barry, Close, Bullimore & Cervera, 2024[11]
- Pleurobranchaea brockii Bergh, 1897
- Pleurobranchaea bubala Ev. Marcus & Gosliner, 1984
- Pleurobranchaea californica MacFarland, 1966
- Pleurobranchaea catherinae Dayrat, 2001
- Pleurobranchaea gela Er. Marcus & Ev. Marcus, 1966
- Pleurobranchaea inconspicua Bergh, 1897
- Pleurobranchaea japonica Thiele, 1925
- Pleurobranchaea maculata (Quoy & Gaimard, 1832)
- Pleurobranchaea meckeli (Blainville, 1825)
- Pleurobranchaea morosa (Bergh, 1892)
- Pleurobranchaea obesa (A. E. Verrill, 1882)
- Pleurobranchaea spiroporphyra Alvim, Simone & Pimenta, 2014
- Pleurobranchaea tarda A. E. Verrill, 1880

## Galería

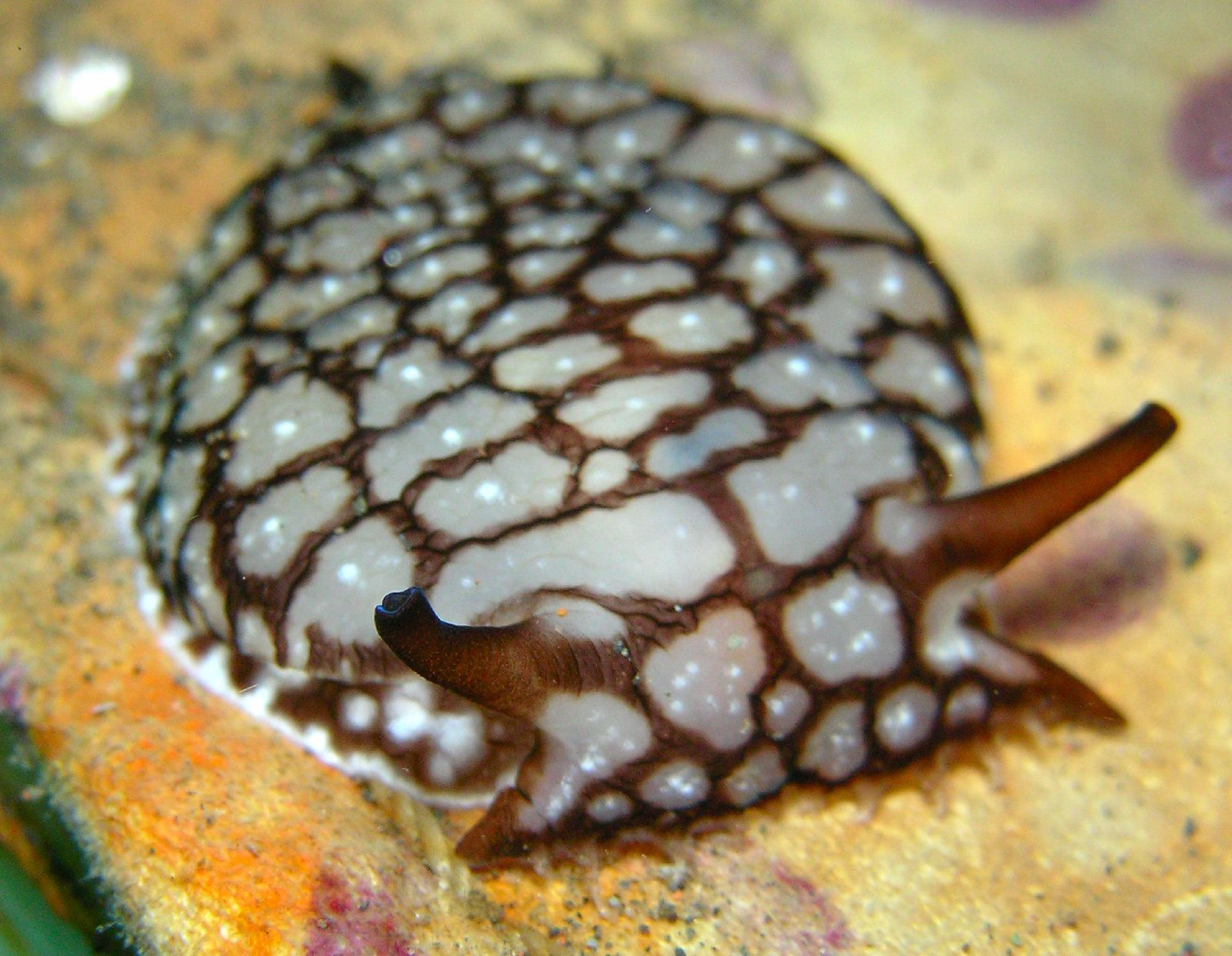
Pleurobranchaea brockii
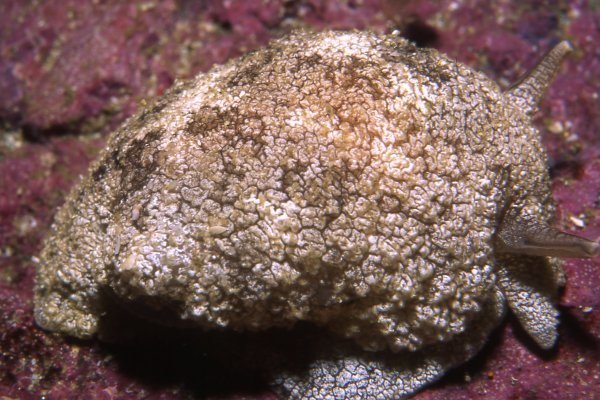
Pleurobranchaea bubala
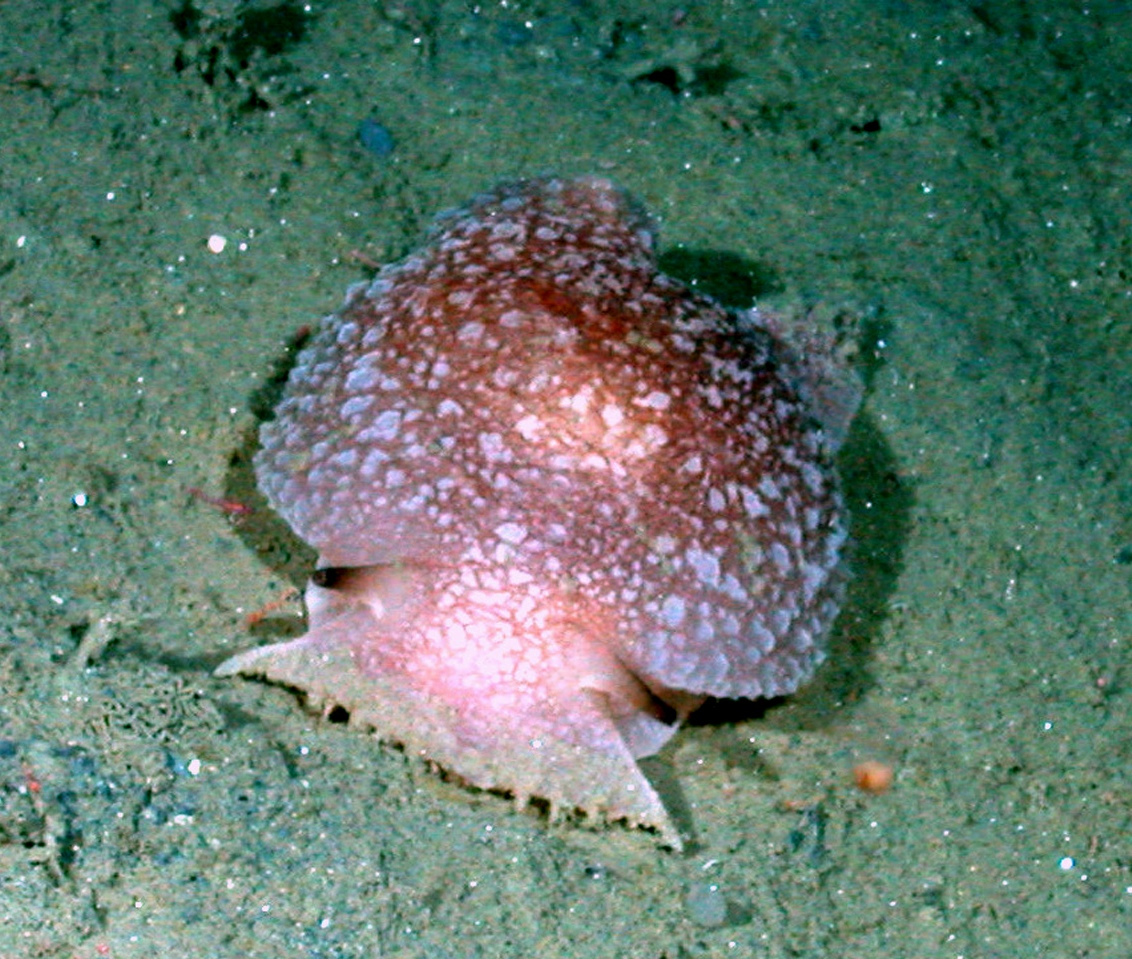
Pleurobranchaea californica
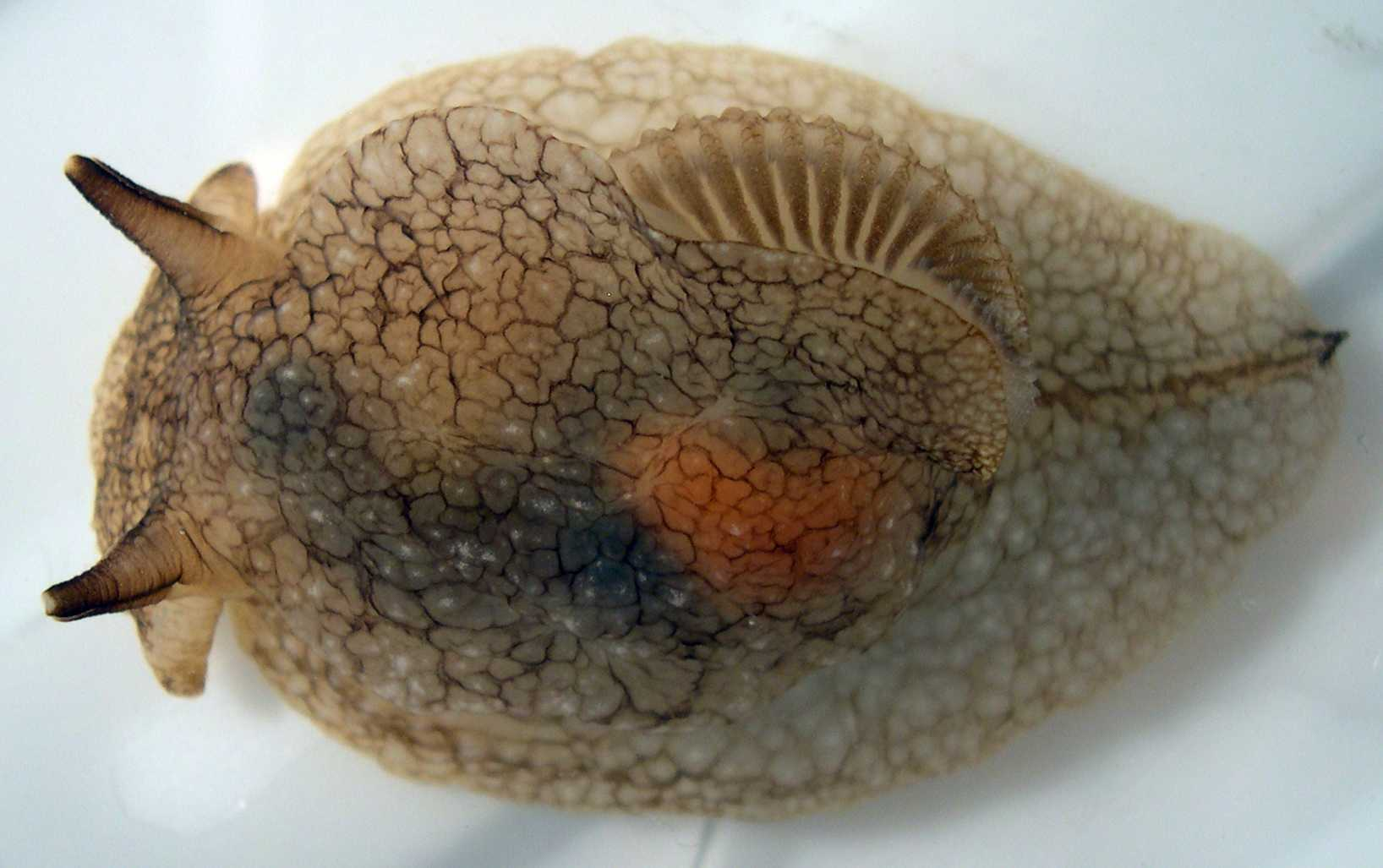
Pleurobranchaea inconspicua
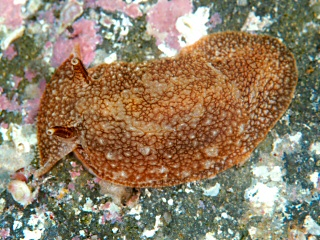
Pleurobranchaea japonica
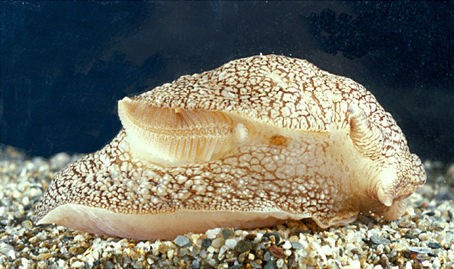
Pleurobranchaea meckelii
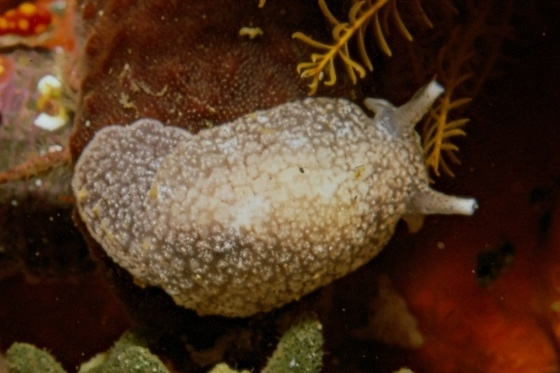
Pleurobranchaea tarda

Especies cuya validez es incierta o disputada por expertos:
- Pleurobranchaea algoensis Thiele, 1925 (taxon inquirendum)
- Pleurobranchaea dorsalis Allan, 1933 (taxon inquirendum)
- Pleurobranchaea melanopus Bergh, 1907 (taxon inquirendum)
- Pleurobranchaea morula Bergh, 1905 (taxon inquirendum)
- Pleurobranchaea pleurobrancheana (Bergh, 1907) (taxon inquirendum)

Especies cuyo nombre ha dejado de ser aceptado por sinonimia:
- Pleurobranchaea bonnieae Ev. Marcus & Gosliner, 1984 aceptada como Pleurobranchaea inconspicua Bergh, 1897
- Pleurobranchaea chiajei Locard, 1886 aceptada como Pleurobranchaea meckeli (Blainville, 1825)
- Pleurobranchaea confusa Ev. Marcus & Gosliner, 1984 aceptada como Pleurobranchaea obesa (A. E. Verrill, 1882)
- Pleurobranchaea dellechiaii Vérany, 1846 aceptada como Pleurobranchaea meckeli (Blainville, 1825)
- Pleurobranchaea gemini Macnae, 1962 aceptada como Pleurobranchaea brockii Bergh, 1897
- Pleurobranchaea hamva Er. Marcus & Ev. Marcus, 1955 aceptada como Pleurobranchaea inconspicua Bergh, 1897
- Pleurobranchaea hedgpethi Abbott, 1952 aceptada como Pleurobranchaea inconspicua Bergh, 1897
- Pleurobranchaea notmec Ev. Marcus & Gosliner, 1984 aceptada como Pleurobranchaea meckeli (Blainville, 1825)
- Pleurobranchaea novaezealandiae Cheeseman, 1878 aceptada como Pleurobranchaea maculata (Quoy & Gaimard, 1832)
- Pleurobranchaea vayssierei Ev. Marcus & Gosliner, 1984 aceptada como Pleurobranchaea meckeli (Blainville, 1825)